# 森貞周治
森貞 周治（もりさだ しゅうじ、1949年 - ）は、日本の元アマチュア野球選手（内野手）。

## 来歴
松山北高校では、1966年秋季四国大会県予選準々決勝に進むが帝京五高に敗退。法政大学に進学。東京六大学野球リーグでは、同期のエース横山晴久らを擁し、1969年秋季リーグから4季連続優勝。1970年秋季リーグでベストナイン（遊撃手）に選出される。他の大学同期には古賀正明、中村裕二、依田優一らがいた。
卒業後は熊谷組に入社、都市対抗などの常連として活躍する。1975年の東京スポニチ大会では小林秀一らが好投、決勝で三協精機を降し優勝。この大会の優秀選手賞を獲得、同年の社会人ベストナイン（遊撃手）に選出される。1977年の都市対抗でも決勝に進むが、神戸製鋼の増岡義教（三菱重工神戸から補強）に完封を喫する。1978年の都市対抗は準決勝で東芝に敗れるが、首位打者賞、優秀選手賞を獲得。1979年の都市対抗は主将、三番打者として出場。決勝に進み三菱重工広島と対戦するが、9回表に逆転され惜敗。大会優秀選手賞を獲得し、再度社会人ベストナイン（遊撃手）に選ばれた。
1973年の第10回アジア野球選手権大会、1975年、1977年のインターコンチネンタルカップ、1976年、1980年のアマチュア野球世界選手権日本代表に選出されている。